# Római ünnepek
A Római ünnepek (olasz címén Feste Romane) Ottorino Respighi 1928-ra elkészült szimfonikus költeménye, a „Római triptichon” harmadik darabja.

## A mű születése
A Római ünnepeket Respighi 1926 és 1928 között írta, négy tételének témája az ókori Róma négy ünnepe. A Róma-trilógia, amelynek minden darabjával (valamennyi szimfonikus költemény) az örök város előtt tiszteleg a zeneszerző, ezzel vált teljessé, a Róma kútjait (1916) és a Róma fenyőit (1924) követte.
A darab premierje New Yorkban, a Carnegie Hallban volt 1929. február 21-én, Respighi barátja, Arturo Toscanini vezényelte a New York-i Filharmonikus Zenekart.

## A zene
A három Róma-darab közül ez a mű a leghosszabb, a legösszetettebb, a közönség számára a legnehezebben érthető, és emiatt ritkábban is szerepel a hangversenyek műsorán. Ebben a szimfonikus költeményben, mintegy a saját szimfonikus életművét lezáró művében Respighi feltehetően tudatosan törekedett a korszak zenei és más stílusainak egységbe foglalására. Egyformán merít a fiatal Igor Stravinsky, Bartók Béla, Arnold Schönberg műveinek tanulságaiból, mint a már idősebb korosztály, Claude Debussy, Maurice Ravel, Richard Strauss és mások művészetéből. E szintézis segítségével valósítja meg azt a négy zenei tételt, amelyek az ókori Róma barbár ünnepi játékait, a keresztény zarándoklatokat, a római kastélyok világát és az utca mulatságait jelenítik meg, de nem festik le úgy, mint a triptichon előző darabjai. Respighinek ez a műve tehát a legkevésbé programmal alátámasztott a három szimfonikus poéma közül.
Respighi ezt a szöveges programot írta a darabhoz:
Első tétel
Circenses
„Az ég felhős a Circus Maximus felett, de a nép ünnepel: Ave Nero! Kinyílnak a vaskapuk, ájtatos ének hallatszik és a vadállatok üvöltése. A hullámzó tömeg megreszket: a mártírok éneke azonban győzedelmesen tovább zeng, majd elhal a sokaságban.”
Második tétel
Jubileum (Giubilio). Doloroso e stanco
„Imádkozó zarándokok vonulnak a hosszú úton. Végül a Monte Mario tetejéről az égő szemek és szomjas lelkek elé tárul a szent város: Róma! Örvendező himnusz hangzik fel, amelyre valamennyi templom harangjai felelnek.”
Harmadik tétel
Október ünnepe (L’Ottorbrata). Allegro gioioso.
„Október ünnepe a szőlőtövekkel koszorúzott római kastélyokban: a vadászok távoli kiáltásai, a lovak csilingelő szerszámai, szerelmi dalok. A szelíd esti levegőben romantikus szerenád hangja reszket.”
Negyedik tétel
Vízkereszt (La Befana). Vivo.
„Vízkereszt éjszakája a Piazza Navonán. Jellegzetes trombita-ritmus lesz úrrá a hatalmas lármán: a hullámzó zajban itt-ott felhangzik egy-egy parasztdal, saltarello-töredék, egy kintorna hangja, egy kikiáltó hívogatója, egy részeg durva nótája és a büszke refrén, amelyből a nép lelke szól: Utat nekünk, rómaiak vagyunk!”

## Hangszerelés
A zenekar összetétele: három fuvola (a harmadik piccolo is), két oboa, angolkürt, piccolo klarinét, két klarinét, basszusklarinét, két fagott, kontrafagott, négy kürt, négy trombita, tuba, három szopránbuccina (manapság trombitákkal helyettesítik), üstdob, triangulum, pergődob, harangok, nagydob, kisdob, pergődob, kereplő, csengősor, gong, xilofon, fadob, zongora (négykezes), orgona, mandolin és a vonós hangszerek.